# شبه‌جزیره ترینیتی

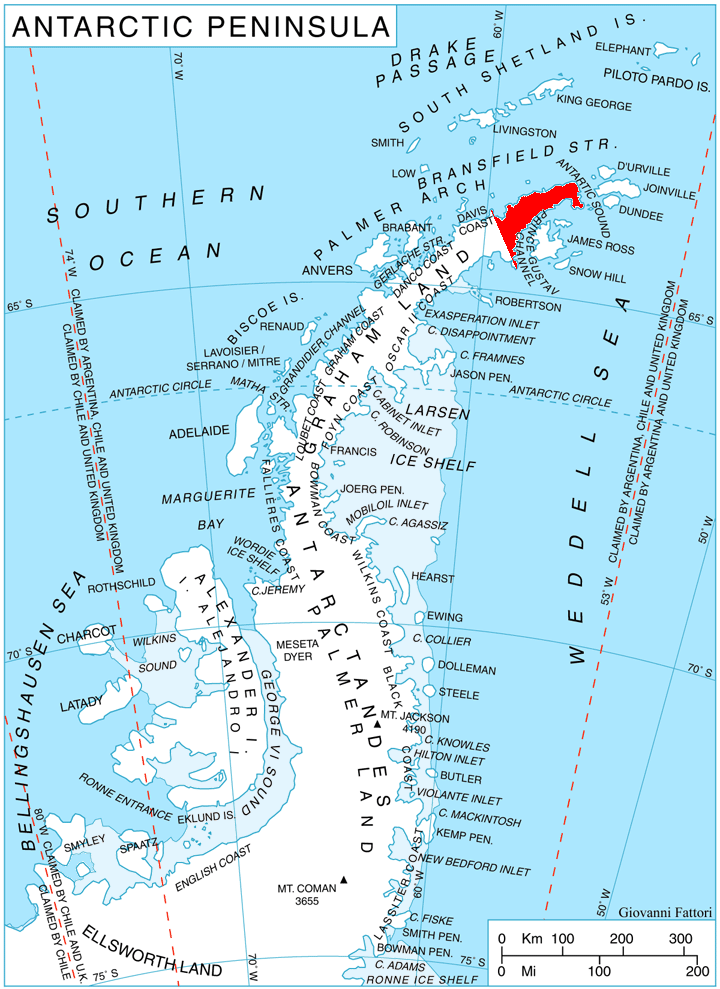
موقعیت شبه‌جزیره ترینیتی

شبه‌جزیره ترینیتی (انگلیسی: Trinity Peninsula) شمالی‌ترین بخش شبه‌جزیره جنوبگان است. این شبه‌جزیره به سمت شمال شرقی حدود ۱۳۰ کیلومتر (۸۰ مایل) تا دماغه دوبوزه از یک خط فرضی که دماغه کاتر در ساحل شمال‌غربی و دماغه لانگینگ در ساحل جنوب شرقی را به هم متصل می‌کند، امتداد دارد. پرایم هد شمالی‌ترین نقطه این شبه‌جزیره است. در ۲۰ کیلومتری جنوب‌شرقی پرایم هد، خلیج هوپ و پایگاه آرژانتینی اسپرانزا قرار دارد که در تمام طول سال فعال است.

## تاریخچه
شبه‌جزیره ترینیتی اولین بار در ۳۰ ژانویه ۱۸۲۰ توسط ادوارد برانسفیلد، استاد نیروی دریایی پادشاهی بریتانیا و بلافاصله پس از ترسیم نقشه جزایر شتلند جنوبی در همان نزدیکی مشاهده شد. پس از کشف شبه جزیره، نقشه‌برداران از نام‌های مختلفی (سرزمین ترینیتی، سرزمین پالمر و سرزمین لوئیس فیلیپ) برای این بخش از آن استفاده کردند که هر نامی دارای ریشه تاریخی است. نام کنونی از عنوان «سرزمین ترینیتی» گرفته شده‌است که توسط برانسفیلد در سال ۱۸۲۰ در به‌رسمیت شناختن شرکت ترینیتی هاوس، مقام تاریخی هدایت دریایی بریتانیا، به این شبه‌جزیره داده شد. هرچند کاربرد دقیق آن به‌طور قطع مشخص نشده‌است و موضوعی است که توسط تاریخ‌نگاران جنوبگان تفسیرهای متفاوتی دارد.
در ۱۶ نوامبر ۱۸۲۰، تقریباً یک سال پس از کشف شبه جزیره توسط برانسفیلد، ناتائیل پالمر کاوشگر آمریکایی و خدمه او اولین کسانی بودند که در این شبه‌جزیره فرود آمدند.